# Kaláshnikovo (Tver)
Kaláshnikovo (ruso: Кала́шниково) es un asentamiento de tipo urbano de Rusia perteneciente al raión administrativo y ókrug municipal de Lijoslavl en la óblast de Tver.
En 2021, el asentamiento tenía una población de 4226 habitantes.
Se ubica unos 20 km al noroeste de Lijoslavl y unos 30 km al noreste de Torzhok.

## Historia
Se conoce la existencia del pueblo en documentos desde 1779, aunque en aquella época era una pequeña aldea. Se desarrolló como poblado ferroviario a partir de 1847, cuando se decidió hacer pasar por aquí la línea de ferrocarril de Moscú a San Petersburgo. En 1887 se creó en el asentamiento una fábrica de vidrio, y todavía actualmente la producción de lámparas sigue siendo la base de la economía local. En 1932, la Unión Soviética le dio el estatus de asentamiento de tipo urbano.